# عطیه عوفی
عطیّه بن سعد بن جناده عوفی (تولد میان ۳۶ تا ۴۰ ه.ق. – وفات ۱۱۱ ه.ق.) از تابعین و از راویان حدیث شیعه است. در زمان خلافت علی بن ابی‌طالب به دنیا آمد. او مورداعتماد و وثوق اهل سنت نیز هست. ابن عباس و جابر بن عبدالله انصاری از استادان وی بوده‌اند. از او تفسیر قرآن در پنج جلد موجود است. وی از راویان خطبهٔ فدکیه و زیارت اربعین است.